# 足立玲菜
足立 玲菜（あだち れいな、11月22日 - ）は、日本のファッションモデル、女優。
神奈川県出身。血液型はA型。

## 来歴
- 10歳の時にスカウトされ子役として仕事を始める。
- テレビへの初出演はTBS金曜ドラマ「ヤンキー母校に帰る」。
- ドラマ出演以降、東京コレクションを始めファッションショーを中心にモデルとして活動。

## 主な出演

### テレビドラマ
- ヤンキー母校に帰る（TBS） - 毛利美鈴 役

### スチール
- ユニリーバ　DOVE
- 京成電鉄　スカイライナー
- NTTドコモ スマートフォンパンフレット
- ららぽーと
- るるぶ
- HotPepperbeauty
- 日経トレンディ
- 美容機器プラソニエ

### ステージ
- 東京コレクション
- 東京モーターショー 2013 SUZUKIステージ
- Spring&Summer Tokyo Golfers Collection in 東京大丸
- ニューグランドブライダルフェア
- セレス所沢ブライダルフェア

### イベント
- エナジードリンクRAIZIN
- 大正製薬（カフェイン180）
- キヤノン大撮影会
- 富士フイルム車山高原撮影大会

### 映画
- トカゲ飛んだ（2005年） - 篠原 役
- 感層（2011年） - 細川真由美 役

### CM・CF
- TSUTAYA
- NTT DETA
- 資生堂

### web
- 森永乳業
- ことりっぷ
- zozo town
- NTT
- 美人時計
- 天気の天使

他、多数